# 熱帶風暴海馬 (2011年)
| 太平洋颱風季             |
| 主題頁 - 專題 - 編輯指南 |

熱帶風暴海馬（英語：Tropical Storm Haima，國際編號：1104，JTWC編號: WP062011，PAGASA：Egay）是2011年第6個生成的熱帶氣旋，亦是第4個被命名的熱帶氣旋。海馬一名由中國大陸給出，意指海洋動物海馬。

## 形成歷程及路徑
聯合颱風警報中心於2011年6月17日上午5時升格此熱帶擾動為熱帶低氣壓，並給予編號06W。6月18日下午2時，中央氣象局測出其中心最低氣壓為1004百帕。同日晚上10時，香港天文台升格為熱帶低氣壓，及測出中心最低氣壓為1002百帕。
6月19日，聯合颱風警報中心曾一度升格熱帶風暴，但於同日稍後時間降格為熱帶低氣壓。6月20日，此風暴漸接近香港，香港天文台發出該年第二個熱帶氣旋警告信號；同日，聯合颱風警報中心亦曾一度升格熱帶風暴但六小時後又降格。
6月21日下午3時，日本氣象廳升格為熱帶風暴，並命名為海馬。同日下午，台湾中央氣象局亦升格為輕度颱風，澳门地球物理暨氣象局亦升格為熱帶風暴。晚上9時，日本氣象廳報告測得最低氣壓為994 hPa。
6月22日上午10時，香港天文台升格為熱帶風暴。至13時，香港天文台測得每小時風速75公里，及最低氣壓985 hPa。同日晚上，香港天文台已經測得最高風速85公里每小時，但連續數小時均停留不動。
6月23日上午，海馬於廣東西部登陸。同日晚上8時，中央氣象局測出海馬颱風中心最低氣壓已減弱為990百帕，但它仍然是輕度颱風。
同日上午10時10分，海馬於陽西與電白一帶登陸。兩小時後受米雷影響，再次出海，同日下午4時50分再於吳川市登陸。
6月24日上午，中央氣象局預測，48小時內海馬會減弱為熱帶性低氣壓。但它仍然是輕度颱風。同日下半天中心離開海南島、雷州半島一帶，朝越南前進，同日上午中心尚在北部灣。下午2時，中央氣象局測出海馬的中心最低氣壓已回升至992百帕，但它仍然是輕度颱風。同日傍晚，中央氣象局測出海馬的中心最低氣壓再度下降至988百帕。
6月25日2時海馬於越南登陸，它仍然是輕度颱風。同日8時減弱為熱帶低氣壓。同日傍晚減弱為低壓區。

## 影響

### 菲律賓
當地最高熱帶氣旋警告信號：一號風暴信號

### 香港
當地發出之最高熱帶氣旋警告信號： 三號強風信號
海馬在6月20日凌晨進入距離香港800公里範圍，但受南海中部強烈而廣泛的對流活動影響，減速移動。香港天文台表示，會於6月20日晚間考慮是否發出熱帶氣旋警告信號。天文台於同日晚上9時35分發出一號戒備信號，當時海馬集結在香港之東南約420公里。6月21日，香港天文台表示海馬會在日間會繼續與香港保持一段距離，並會在同日晚上至6月22日早上考慮是否需要發出三號信號。
香港天文台於6月22日凌晨5時45分發出三號強風信號，當時海馬集結在香港以南約330公里。當日早上香港風勢增強，多處地方包括維港，受到東至東北強風影響。當晚香港廣泛地區轉吹東南強風，離岸海域及高地吹烈風。天文台表示，除非海馬顯著增強或採取較北的路線，否則發出更高警告信號的機會不大。海馬在晚上8時最接近香港，在香港之西南偏南約240公里掠過。
隨著海馬在6月23日繼續向西北偏西移動並逐漸遠離，香港風勢減弱。天文台在上午10時25分改發一號戒備信號，當時海馬集結在香港之西南偏西約310公里。由於受副熱帶高壓脊影響，離岸海域風勢仍繼續達到強風程度，天文台直至晚上8時45分才取消所有熱帶氣旋警告信號，當時海馬集結在香港之西南偏西約450公里。
風暴期間，天文台測風網絡8個指定自動氣象站有4個錄得強風，當中1個更錄得烈風，三號信號達標。長洲、機場、西貢及啟德錄得最高10分鐘平均風速為每小時84、59、53及49公里。
天文台事後在《天文台動態》發表文章「利用飛機收集熱帶氣旋資料」，並在文章中表示海馬襲港期間，首次與政府飛行服務隊合作，派出飛行服務隊高級機師梁敏超，駕駛加裝氣象儀器之「捷流-41」（Jetstream-41）定翼機，飛近海馬中心收集氣象資料。自此以後，天文台亦多次與飛行服務隊合作，進行此項任務，包括帶來十號信號的2012年強颱風韋森特襲港期間。

### 澳門
當地懸掛最高熱帶氣旋警告信號：  三號風球
氣象站瞬間最低氣壓：981.7 hPa（6月22日下午5時2分）
風暴中心與澳門之最近距離：澳門西南偏南約210公里（6月22日下午10時）
澳門氣象局於6月20日10時30分懸掛一號風球，6月21日日間表示當日懸掛更高風球機會不大，夜間表示翌日可能改掛更高風球，在晚上10時22分，熱帶低氣壓集結在澳門東南偏東440公里，以時速20公里向西方向移動。6月22日12時30分改掛三號風球，至6月23日16時15分取消所有風球止，期間幼兒和特殊教育停課。6月23日早上，“海馬”正以澳門西南偏西約230公里、時速約18公里的速度向西北偏西移動，並正在遠離澳門，但三號風球仍然維持一段時間，直至澳門風力有明顯的減弱為止。於12時47分，“海馬”於廣東陽江登陸。氣象局表示下午可能除下風球，於是日16時15分，所有風球除下，並於同日16時50分發出暴雨警告信號，至18時10分取消暴雨警告信號。
6月22日嘉樂庇總督大橋、友誼大橋北峰、友誼大橋南峰、西灣大橋一小時平均風力分別錄得69.3、70.6、72.3、69.2 km/h，最高陣風更一度高達102.2 km/h。顯示氣象局未有懸掛八號風球做法錯誤，同時亦成為了有紀錄以來最強的三號風球。

#### 雨量
| 氣象站         | 信號懸掛期間總雨量(毫米) |
| -------------- | ------------------------ |
| 大潭山         | 97.6                     |
| 嘉樂庇總督大橋 |                          |
| 友誼大穚(北)   |                          |
| 友誼大穚(南)   |                          |
| 西灣大橋       |                          |
| 大砲台山       | 99.0                     |
| 孫逸仙紀念公園 | 85.4                     |
| 路環分站       | 165.0                    |
| 污水處理廠     | 76.4                     |
| 海事博物館     | 137.8                    |

### 臺灣
當地最高熱帶氣旋警告信號：熱帶性低氣壓特報
中央氣象局於6/20左右發佈熱帶性低氣壓特報並警告若增強為輕颱將發布海上陸上颱風警報，而海馬此時正以熱帶性低氣壓強度經過台灣附近海域，為台灣降下大雨。由於海馬在遠離台灣後才增強為輕度颱風，而中央氣象局也早已解除了熱帶性低氣壓特報，所以並未發布颱風警報，但受其外圍環流影響，台灣南部、東南部山區仍持續降雨直至大雨特報解除。
中央氣象局在海馬逐漸遠離台灣隨之將原來的豪雨特報降格為大雨特報並持續發布直至6/22傍晚。

### 中国大陆

#### 廣東省
當地最高省級熱帶氣旋警告信號： 颱風黃色預警信號，地方級信號如下：
 颱風黃色預警信號包括：吴川、湛江、化州、遂溪、徐闻、雷州、廉江、台山
 颱風藍色預警信號包括：珠海、茂名、电白、阳西、阳江、惠东、中山、高州、深圳、惠州、江門、惠阳、開平、恩平、新會、信宜、云浮、罗定、南沙、新兴、郁南、东莞
 颱風白色預警信號，包括：陆丰、汕尾、番禺、阳春、广州、鹤山、肇慶、高要
省氣象局於2011年6月21日8時30分启动气象灾害台风3级应急响应，並於下午4時15分發出藍颱預警。
2011年6月23日上午10時10分，此風暴於茂名電白一帶登陸，並於12時左右出海，至下午4時50分再於湛江吳川登陸；兩次登陸，均是以熱帶風暴的強度上岸。同日21時，熱帶風暴海馬集結在廣西南寧之東南約240公里（即在北緯21.4度，東經110.1度附近，香港之西南偏西約430公里），預料向西移動，時速約14公里，橫過廣東西部沿岸地區。

#### 海南省
當地最高省級熱帶氣旋警告信號： 颱風藍色預警信號
省氣象局於6月21日8時正啟動热带气旋4級應急响应，並於早上11時正全省發佈藍颱預警。

### 越南
海馬環流影響越南北部，6月24日下午至傍晚左右登陸當地，並已造成最少6死300傷，另有3人失蹤。在同日22時（UTC+7）， 海馬集結在河內之東南偏南約90公里，向西移動，時速約14公里，隔日上午8時，海馬在其境內減弱為熱帶性低氣壓。

### 
在25日15時（UTC+7）， 海馬集結在万象之東北偏北約210公里，向西移動，時速約12公里，橫過寮國，並在其境內減弱為低壓區。

### 泰國
海馬減弱後的低壓區離開寮國後，向西移動，進入泰北一帶，並在邊界附近逐漸消散。

### 緬甸
海馬減弱後的低壓區已經進入緬甸，逐漸消散中。

### 马来西亚
海馬減弱後的低壓區南端環流輕微影響馬國北部邊境。

## 熱帶氣旋警告使用記錄

### 菲律賓
| 菲律賓大氣地球物理和天文管理局 風暴信號 | 菲律賓大氣地球物理和天文管理局 風暴信號 | 菲律賓大氣地球物理和天文管理局 風暴信號 |
| --------------------------------------- | --------------------------------------- | --------------------------------------- |
| 上一熱帶氣旋                            | 一號風暴信號                            | 下一熱帶氣旋                            |
| 熱帶風暴莎莉嘉                          | 一號風暴信號                            | 強烈熱帶風暴米雷                        |

### 香港
| 香港天文台 熱帶氣旋警告信號 | 香港天文台 熱帶氣旋警告信號 | 香港天文台 熱帶氣旋警告信號 |
| --------------------------- | --------------------------- | --------------------------- |
| 上一熱帶氣旋                | 一號戒備信號                | 下一熱帶氣旋                |
| 熱帶風暴莎莉嘉              | 一號戒備信號                | 強烈熱帶風暴洛坦            |
| 超強颱風鮎魚                | 三號強風信號                | 強烈熱帶風暴洛坦            |

### 澳門
| 澳門地球物理暨氣象局 熱帶氣旋信號 | 澳門地球物理暨氣象局 熱帶氣旋信號 | 澳門地球物理暨氣象局 熱帶氣旋信號 |
| --------------------------------- | --------------------------------- | --------------------------------- |
| 上一熱帶氣旋                      | 一號風球                          | 下一熱帶氣旋                      |
| 熱帶風暴莎莉嘉                    | 一號風球                          | 強烈熱帶風暴洛坦                  |
| 颱風凡亞比                        | 三號風球                          | 強烈熱帶風暴洛坦                  |

### 中国大陆

#### 廣東省
| 广东省气象台 颱風預警信號 | 广东省气象台 颱風預警信號 | 广东省气象台 颱風預警信號 |
| ------------------------- | ------------------------- | ------------------------- |
| 上一熱帶氣旋              | 颱風藍色預警信號          | 下一熱帶氣旋              |
| 熱帶風暴莎莉嘉            | 颱風藍色預警信號          | 颱風南瑪都                |
| 超強颱風鮎魚              | 颱風黃色預警信號          | 強烈熱帶風暴洛坦          |

#### 海南省
| 海南省气象台 颱風預警信號 | 海南省气象台 颱風預警信號 | 海南省气象台 颱風預警信號 |
| ------------------------- | ------------------------- | ------------------------- |
| 上一熱帶氣旋              | 颱風黃色預警信號          | 下一熱帶氣旋              |
| 熱帶風暴蒲公英            | 颱風黃色預警信號          | 熱帶風暴海棠              |

#### 广西壮族自治区
| 广西壮族自治区气象台 颱風預警信號 | 广西壮族自治区气象台 颱風預警信號 | 广西壮族自治区气象台 颱風預警信號 |
| --------------------------------- | --------------------------------- | --------------------------------- |
| 上一熱帶氣旋                      | 颱風黃色預警信號                  | 下一熱帶氣旋                      |
| 熱帶風暴蒲公英                    | 颱風黃色預警信號                  | 強烈熱帶風暴洛坦                  |

## 外部連結
- （英文）聯合颱風警報中心首頁 （页面存档备份，存于）
- （繁體中文）中央氣象局首頁 （页面存档备份，存于）
- （日語）日本氣象廳首頁 （页面存档备份，存于）
- （繁體中文）香港天文台首頁 （页面存档备份，存于）
- （繁體中文）澳門地球物理暨氣象局首頁 （页面存档备份，存于）
- （简体中文）中国气象局公共气象服务中心专题

### 影片
- 6月21日下午四時大嶼山的風力 （页面存档备份，存于）（當時一號戒備信號生效）